# 1958年黎巴嫩危机
1958年黎巴嫩危机是一次由该国的政治和宗教方面的紧张局势引起的政治危机，美军在黎巴嫩总统卡密拉·夏蒙的要求下进行了大约三个月的军事干预，直到夏蒙的任期结束。美军和黎巴嫩政府军成功占领了贝鲁特港和贝鲁特国际机场。危机结束后美军即撤军。

## 背景
1958年7月，黎巴嫩处在马龙尼基督徒与穆斯林之间即将爆发内战的威胁之下。 1956年初，该国与埃及的紧张局势升级。当时亲西方的基督教总统卡密拉·夏蒙并未与在第二次中东战争期间反對埃及的各西方列强断交，这激怒了埃及总统加马尔·阿卜杜勒·纳赛尔 。 
当夏蒙与巴格达公约接触越发紧密时，紧张局势也随之进一步加剧。纳赛尔认为亲西方的巴格达公约对阿拉伯民族主义构成了威胁。于是，埃及和叙利亚联合组成了阿拉伯联合共和国（UAR）。黎巴嫩逊尼派总理拉希德·卡拉米在1956年和1958年两次表示了对纳赛尔的支持。 
黎巴嫩穆斯林极力推动政府加入新成立的阿拉伯联合共和国，而基督徒则希望使黎巴嫩与西方列强保持一致。据称，阿拉伯联合共和国曾通过叙利亚向黎巴嫩境内的一支穆斯林叛军提供了武器，这也导致了夏蒙总统直接向联合国安全理事会提出了动议。联合国派遣了一个监督组，但其报告说没有发现任何证据表明阿拉伯联合共和国进行了显著的干预。 
7月14日革命发生后，伊拉克的亲西方政府宣告倒台，同时，黎巴嫩的内部矛盾也日趋严重。夏蒙总统决定直接向美国要求援助。 

## 蓝蝙蝠行动

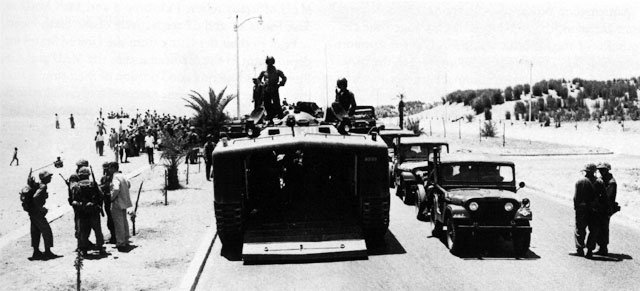
美国海军陆战队在贝鲁特巡逻

美国总统艾森豪威尔于1958年7月15日批准了“蓝蝙蝠”行动。这是艾森豪威尔主义的首秀，美国宣布将进行军事干预以保护受国际共产主义威胁的政权。该行动的目标是支持亲西方的黎巴嫩总统卡米尔·夏蒙政府，抵抗内部反对派和来自叙利亚及埃及的威胁。任务计划是首先占领并保卫首都以南几英里处的贝鲁特国际机场 ，然后保卫贝鲁特港和通向该城的要道。 
蓝蝙蝠行动的指挥系統如下：战略上，由艾森豪威尔政府负责；在战术上，由中东最高司令部（SPECCOMME）负责；作战力量包括第六舰队 ：萨拉托加號航空母舰、艾塞克斯號航空母舰、大黃蜂號航空母艦，得梅因號重巡洋舰和波士顿號重巡洋舰，以及两个驱逐舰中队。6月底，埃塞克斯和波士顿号停泊在希腊比雷埃夫斯港口，旗舰得梅因号则在滨海自由城进行准备。 陆军包括战术第二临时海军陆战队（第62特遣队）和第201陆军特遣队。 每股军事力量都对行动计划215-58及计划的执行有着重大影响。 
这次行动涉及14,000多名士兵，其中包括8,509名美国陆军士兵，第1空中战斗小组的一支特遣队，第24步兵师的187步兵团和美国海军陆战队的5,670名士兵。第8海军陆战队第2营于7月16日从北卡罗来纳州的切里波因特空运54小时后抵达。有70艘船40,000名水手作为支援部队。1958年7月16日，海军上将詹姆斯·霍洛威（美国驻欧洲海军总司令，美国驻中东海军总司令）从伦敦飞抵贝鲁特机场，登上塔科尼奇号 负责指挥行动。 美国于1958年10月25日撤军。 
艾森豪威尔总统委派外交官罗伯特·墨菲作为在黎巴嫩的私人代表。墨菲在说服冲突双方达成妥协方面发挥了重要作用，他帮助温和的基督徒将军福阿德·謝哈布在新任总统选举中顺利上台，同时允许夏蒙继续执政，直至9月22日任期届满。 
1958年危机结束后，拉希德·卡拉米总理成立了民族和解政府。

## 扩展阅读

### 书籍和研究
- Alin, Erika G. The United States and the 1958 Lebanon Crisis, American Intervention in the Middle East, 1994.
- Brands, H.W. Into the Labyrinth: The United States and the Middle East, 1945-1993 (1994) excerpt（页面存档备份，存于） pp  72-80.
- Gendzier, Irene L. Notes from the Minefield: United States Intervention in Lebanon and the Middle East 1945–1958, 1997
- Korbani,  Agnes G. U.S. Intervention in Lebanon, 1958–1982 : presidential decisionmaking, 1991.
- Schulimson, Jack. Marines in Lebanon 1958, Historical Branch, G-3 Division, Headquarters, U.S. Marine Corps, Washington, Department of the Navy, United States Marine Corps, 1966, 60 p.
- Wright, Quincy. "United States intervention in the Lebanon." American Journal of International Law 53.1 (1959): 112-125.
- Yaqub, Salim.  Containing Arab Nationalism, The Eisenhower Doctrine and the Middle East, 2003.
- . Contingency Operations. United States Army Center of Military History.   [2 July 2010]. Historical Manuscript Collection 2–3.7 AC.F Tab D. （原始内容存档于2010-06-12）.

- Pierrick el Gammal, Politique intérieure et politique extérieure au Liban de 1958 à 1961 de Camille Chamoun à Fouad Chehab, Sorbonne University (Paris), 1991. (French)
- Nawaf Salam, L’insurrection de 1958 au Liban, Sorbonne University (Paris), 1979. (French)

### 一手资料
- Mohammed Shafi Agwani, ed. The Lebanese Crisis, 1958: A Documentary Study, 1965.

### 文献
- Gerges, Fawaz A. . Beirut Review. 1993: 83–113.
- Lesch, David W. . Mediterranean Quarterly. 1996, 7 (3): 87–108.
- Little, Douglas. . Diplomatic History. 1996, 20 (1): 27–54. doi:10.1111/j.1467-7709.1996.tb00251.x.
- Ovendale, Ritchie. . The International History Review. 1994, 16 (2): 284–304. doi:10.1080/07075332.1994.9640677.
- Tinguy, Edouard de. . Revue d'Histoire Diplomatique (Paris: A. Pédone). 2007, 4 （法语）.